# Norihiro Nishi
Norihiro Nishi, född 9 maj 1980 i Osaka prefektur, Japan, är en japansk fotbollsspelare.